# Eurovision: You Decide
Ha a jelenlegi nemzeti döntőről szeretnél többet tudni, lásd: Eurovision: You Decide 2019
A Eurovision: You Decide (magyarul: Eurovízió: Te Döntesz) 2016 óta egy évente megrendezett zenei műsor az Egyesült Királyságban. A verseny szervezője a BBC. A Eurovision: You Decide győztese képviselheti Az Egyesült Királyságot az Eurovíziós Dalfesztiválon.

## Győztesek
| Év   | Előadó       | Dal                  | Magyar fordítás    | Helyezés az Eurovízión | Pontszám |
| ---- | ------------ | -------------------- | ------------------ | ---------------------- | -------- |
| 2016 | Joe & Jake   | You’re Not Alone     | Nem vagy egyedül   | 24.                    | 62       |
| 2017 | Lucie Jones  | Never Give Up on You | Soha nem adlak fel | 15.                    | 111      |
| 2018 | SuRie        | Storm                | Vihar              | 24.                    | 48       |
| 2019 | Michael Rice | Bigger than Us       | Nagyobb nálunk     | 26.                    | 11       |